# Max Goof
Maximillian (Max) Goof is een personage in tekenfilmseries van Disney. Hij is de zoon 
van Goofy en maakte zijn debuut in 1992 in de serie Goof Troop maar is mogelijk gebaseerd op het personage "Junior"/"Buster" uit een aantal Goofy-filmpjes uit de jaren vijftig.
Max is verder te zien in de films A Goofy Movie (1995) en An Extremely Goofy Movie, de direct-naar-videofilms Mickey's Once Upon a Christmas (1999) en Mickey's Twice Upon a Christmas (2004), en in de televisieserie Mickey's Club.

## Overzicht
Max is in een aantal opzichten uniek. Zo is hij de zoon van een bekend Disneyfiguur en niet een neefje, zoals dat gebruikelijk is. Verder is hij een van de weinige Disneypersonages die in de loop der tijd is verouderd. In de serie Goof Troop wordt hij gezien als een kind van een jaar of elf, in de film A Goofy Movie als een tiener van rond de veertien en in An Extremely Goofy Movie als een adolescent.
Max lijkt qua uiterlijk sterk op zijn vader en vertoont soms ook diens karaktertrekjes, zoals onhandigheid. Maar in tegenstelling tot Goofy is hij een stuk minder goedgelovig. Hij beschouwt zichzelf doorgaans als cooler dan zijn vader en heeft af en toe de neiging zich uit te sloven.

## Stemacteurs
In de serie Goof Troop werd de stem van Max gedaan door Dana Hill. Jason Marsden deed de stem van de oudere Max in A Goofy Movie. Jonas Leopold verzorgde de Nederlandse stem van Max.